# Glucurónido

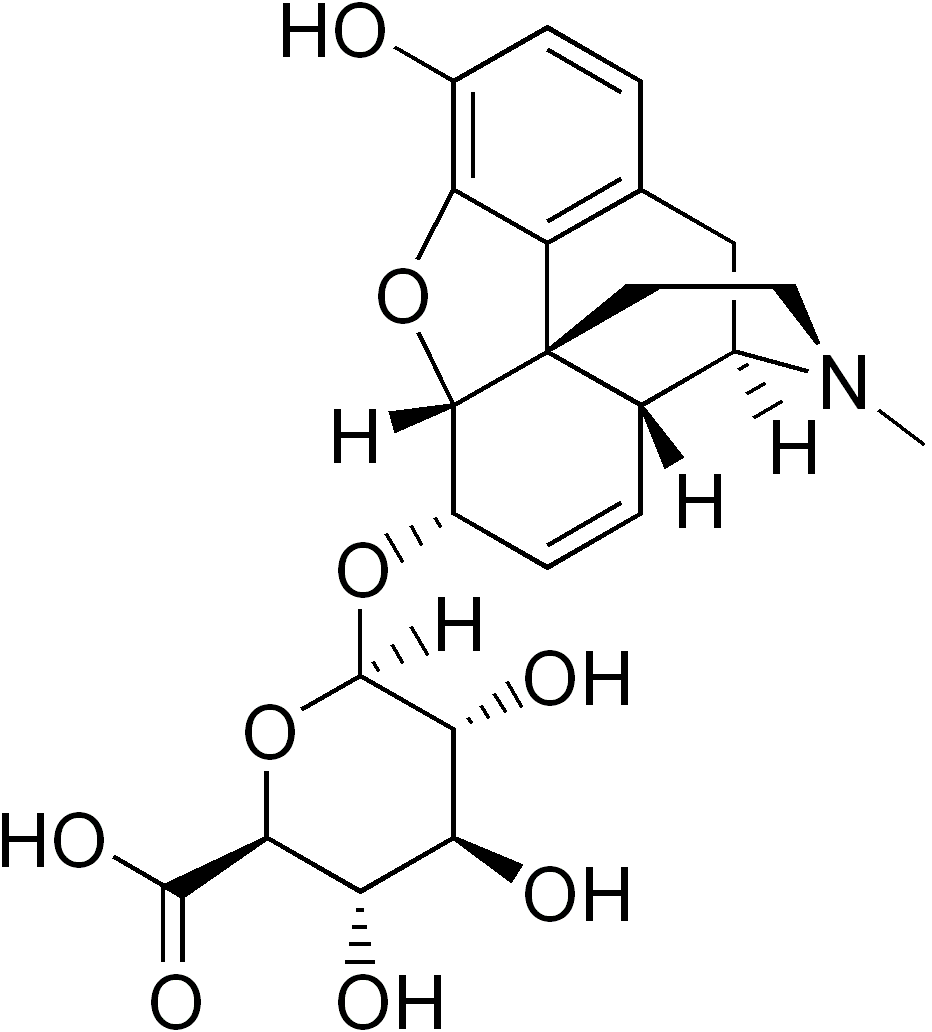
Morfina-6-glucurónido, un metabolito principal de la morfina

Un glucurónido,  también conocido como glucuronósido, es cualquier sustancia producida por la unión del ácido glucurónico a otra sustancia a través de un enlace glucosídico. Los glucurónidos pertenecen a los glucósidos.
La glucuronidación, es la conversión de compuestos químicos en glucurónidos, es un método que los animales utilizan para ayudar a la excreción de sustancias tóxicas, fármacos u otras sustancias que no pueden ser utilizadas como fuente de energía. El ácido glucurónico está unido mediante un enlace glucosídico a la sustancia, y el glucurónido resultante, que tiene una mayor solubilidad en el agua que la sustancia original, es finalmente excretado por los riñones.
Las enzimas que escinden el enlace glucosídico de un glucurónido se llaman glucuronidasas.

## Ejemplos
- Miquelianina (Quercetina 3-O-glucuronido)
- Morfina-6-glucurónido
- Ezetimiba (Profármaco)
- Scutellarein-7-glucuronida

## Emnlaces externos
- Esta obra contiene una traducción  derivada de «Glucuronide» de Wikipedia en inglés, publicada por sus editores bajo la Licencia de documentación libre de GNU y la Licencia Creative Commons Atribución-CompartirIgual 4.0 Internacional.

- Datos: Q137786
- Multimedia: Glucuronides / Q137786